# バリュージェット航空

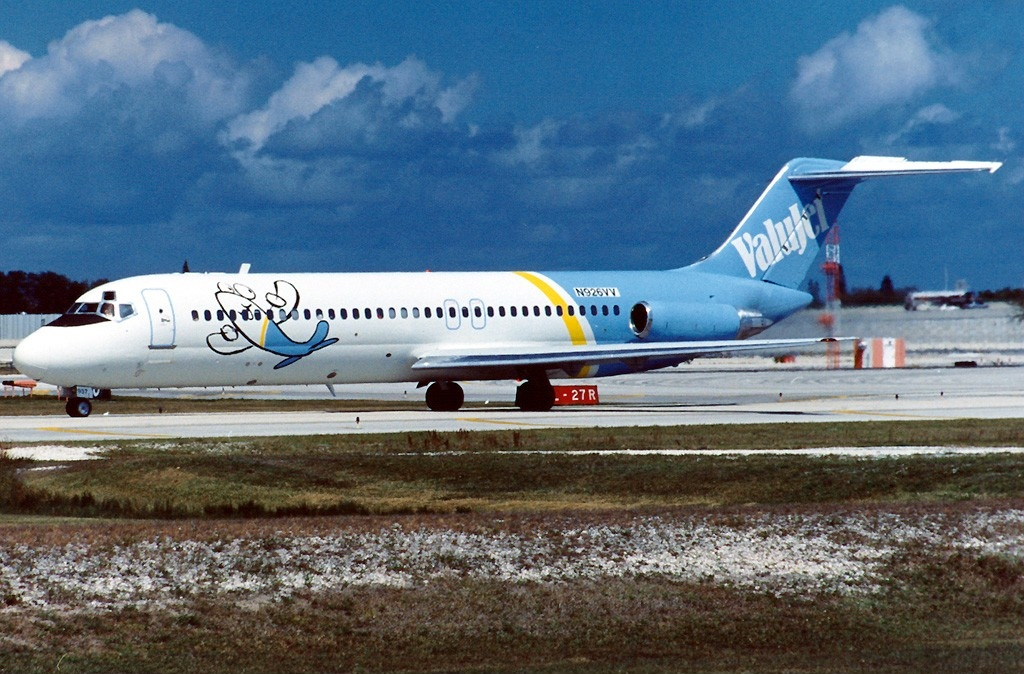
バリュージェット航空 DC-9

バリュージェット航空（ValuJet Airlines）とは、1990年代にアメリカ・ジョージア州・クレイトン郡 に存在した航空会社（いわゆる格安航空会社）である。航空会社コードはIATA2レターがJ7、ICAO3レターがVJAだった。1990年代前半のアメリカ合衆国政府による航空業界の規制緩和により急速な成長をみせたが、1996年5月11日に発生した航空事故（バリュージェット航空592便墜落事故）により、利益重視・安全性軽視の経営姿勢が批判を集め、連邦航空局(FAA)から運航停止処分を受け、最終的にはエアトランを買収してバリュージェットの名称は消滅した。なお、2レターコード「J7」はその後日本の貨物専業のギャラクシーエアラインズが使用していた。

## 概略
バリュージェット航空は、1993年10月に経営破綻したイースタン航空から購入した2機のDC-9でアトランタから3都市を結ぶ路線を開始し、その後約1年間で22機の旅客機を保有し124都市を結ぶまでに急成長した。ここまで急成長した理由は「安売りチケット」であった。例えば2018年現在にサウスウエスト航空が170ドル程で運行しているルートを1990年代バリュージェットは39ドルで運行していた。当時アメリカの航空会社でも最も安い航空会社とされており、1980年代以降アメリカで進められてきた規制緩和政策の典型的な成功例とされていた。またマクダネル・ダグラスが開発しようとしていたMD-95（後のボーイング717）を1995年に新規発注さえもしていた。
しかし、一方では低価格を実現するために徹底的なコスト削減を行ったため、使用する旅客機は経年機となったDC-9-32やMD-80を多く稼動させており、機体整備はほとんど外注、そのうえ無資格の検査員や規定外の検査機器を使用するなどの違法整備が横行していた。また、自社での乗員訓練は行っておらず、しかも運航乗員の給与はフライトが完了して初めて支払われる契約になっていたため無理な運航による規定違反が頻発し、事故や異常運航が多発していた。この実態を重たく見たFAAが、数多くの安全勧告を続けていたという状況にあった。

## 墜落事故発生、そして終焉
1996年5月11日に、フロリダ州・マイアミ国際空港を離陸したバリュージェット航空592便（DC-9）は、同社が運航する旅客機から取り出された期限切れ酸素ボンベ（酸素発生装置）144本が、不適切に梱包された状態で積載され、それらが何らかの要因により作動し発火したことで機体が炎上。DC-9の貨物室はクラスDの気密性があり、仮に荷物から火災が発生してもすぐに酸素が無くなり自然に火災が収まる設計になっていたが、火災の原因となった荷物そのものが大量の酸素を発生させたことで、想定を超える温度の火災に発展し、離陸からわずか3分42秒という短時間で墜落。
機体はマイアミ空港近くの湿地帯エバーグレーズに墜落し、乗員5名、乗客105名全員が死亡する惨事となった。（バリュージェット航空592便墜落事故）この事故では同社の安全保安体制の不備が大きく糾弾され、FAAから運航停止処分を受けたが、そもそも本件が発生する8年前に、国家運輸安全委員会より出されていた航空機火災に関する勧告を連邦航空局が無視したことで、事故機に火災探知システムおよび消火システムが導入されず取り返しの付かない惨事に発展。それにより当時のアメリカ運輸省長官と、連邦航空局長官が職を失うことにもなった。また、この事故でFAAはゆきすぎた規制緩和による弊害を是正するため航空業界に対し安全対策の徹底をはかることになった。
その後バリュージェットは営業再開に際して安全対策を講じることを求められたが、失われた顧客を呼び戻すのは難しかったため、最終的には同じ格安航空会社であるエアトランを1997年11月に買収し、書類上はバリュージェットが存続会社になったが、いわゆる逆さ合併であり、バリュージェットの名称は消滅した。エアトランも2010年には格安航空会社大手のサウスウエスト航空に買収され、2014年にはサウスウエスト航空に吸収される形で消滅している。